# NGC 397
NGC 397 је елиптична галаксија у сазвежђу Рибе која се налази на NGC листи објеката дубоког неба.
Деклинација објекта је + 33° 6' 35" а ректасцензија 1h 8m 31,0s. Привидна величина (магнитуда) објекта NGC 397 износи 14,8 а фотографска магнитуда 15,8. NGC 397 је још познат и под ознакама MCG 5-3-64, CGCG 501-96, NPM1G +32.0048, PGC 4051.